# 星展（台灣）商業銀行
星展（台灣）商業銀行有限公司（DBS Bank (Taiwan) Limited）是在台灣註冊的外資銀行，由星展銀行全資擁有。前身為寶華商業銀行，後來被星展集團接管，改為現今稱呼。業務包括：零售銀行及財富管理、工商金融、環球銀行。
截至2023年12月31日，目前有73間分行，存款新台幣7,200亿元，贷款新台幣4,700亿元，2023年稅前盈餘新台幣7億元。

## 歷史
2008年2月2日，耐斯企業旗下銀行寶華商業銀行（2004年原泛亞銀行改名）財務危機，星展集團正式接管寶華商業銀行以進行重整（金融重建基金賠付新台幣445億元）。寶華商業銀行在2008年5月改名為星展（台灣）商業銀行，成為外資銀行。
2016年10月31日，星展銀行宣佈將以高於帳面價值約星幣1.1億元（折合新台幣約24億元），收購澳盛銀行在台灣、新加坡、香港、中華人民共和國及印尼等5大市場的個人金融與財富管理業務。
2017年12月9日，星展（台灣）商業銀行正式承受澳盛（台灣）商業銀行的消費金融業務。
2022年1月28日，星展（台灣）商業銀行宣佈支付花旗（台灣）商業銀行消金業務淨資產轉讓的現金對價，外加新台幣198億元接手花旗（台灣）商業銀行之消費金融業務，預計將在2023年8月12日完成。
2023年8月12日，星展（台灣）正式承受花旗（台灣）的消金業務，成為台灣最大外資銀行。

## 外部連結
- 星展（台灣）商業銀行 （页面存档备份，存于）